# Amorpha occidentalis
Amorpha occidentalis är en fjärilsart som beskrevs av Druce 1896. Amorpha occidentalis ingår i släktet Amorpha och familjen svärmare. Inga underarter finns listade i Catalogue of Life.